# Tắc nghẽn kênh đào Suez năm 2021
Vào ngày 23 tháng 03 năm 2021 lúc 07:40 EGY (UTC+2), tàu container Ever Given đã mắc cạn tại kênh đào Suez ở Ai Cập. Con tàu dài 400 mét này bị một trận bão cát với sức gió lên đến 74 kilômét trên giờ (40 hải lý trên giờ) quét qua khiến tàu mất lái. Con tàu đã va vào bờ kênh và bị kẹt, gây tắc nghẽn hoàn toàn con kênh và khiến cho tàu thuyền không thể nào qua được.
Một ngày sau vụ mắc cạn, ít nhất 15 con tàu khác phải neo đậu và 369 con tàu xếp hàng để đi qua con kênh trong khi chờ sự cố được giải quyết cho đến ngày 28 tháng 3. Vụ việc xảy ra cách xa phần con kênh chia thành hai lối đi, do đó không có cách nào khác để tàu thuyền tránh được Ever Given.
Lúc 15:05 ngày 29 tháng 03 năm 2021 (giờ Ai Cập), Ever Given đã được giải cứu thành công và được kéo về phía hồ Bitter Lớn để kiểm tra kỹ thuật. Kênh đã được kiểm tra hư hỏng trước khi có thể mở lại. Cơ quan quản lý kênh đào Suez đã thông báo cho các cơ quan vận chuyển rằng việc vận chuyển có thể tiếp tục từ 19:00 giờ địa phương (17:00 giờ UTC).

## Bối cảnh
Kênh đào Suez, một trong những con đường giao thương quan trọng nhất thế giới, khánh thành vào năm 1869. Chuyên gia vận tải hàng hải Camille Egloff của Boston Consulting Group ghi nhận tất cả giao thương từ châu Á sang châu Âu và châu Mỹ đi qua kênh đào Suez, khiến nó là một con đường "cực kỳ thiết yếu". Khoảng 50 con tàu đi qua con kênh mỗi ngày. Khoảng 10 % thương mại toàn cầu đi qua con kênh dài 193 km này. Tuy nhiên, hầu hết chiều dài con kênh không đủ rộng để tàu bè đi được cả hai chiều; những đoàn thuyền phải lần lượt đi qua từng thuyền một ở những đoạn nước hẹp. Một dự án mở rộng đang được triển khai nhưng chưa hoàn tất, và phần lớn con kênh vẫn chỉ có một làn.
Những năm trước vụ tai nạn, nhiều con thuyền khác cũng đã mắc kẹt trong kênh đào Suez. Ngày 25 tháng 02 năm 2016, tàu chở hàng rời New Katerina mắc cạn trong kênh đào khi đang từ Ukraine đến Thanh Đảo. New Katerina tiếp tục hành trình sau mười hai ngày; giao thông qua con kênh không bị ảnh hưởng trong khoảng thời gian này. Ngày 28 tháng 04 năm 2016, tàu container MSC Fabiola mắc cạn ở hồ Bitter Lớn sau khi gặp sự cố động cơ, buộc giới chức con kênh tạm dừng tất cả tàu thuyền xuôi về bắc lẫn nam trong con kênh. MSC Fabiola được gỡ cạn ngày 30 tháng 04 và tiếp tục đi qua kênh đào. Ngày 17 tháng 07 năm 2018, tàu container Aeneas mắc cạn trong con kênh và va chạm với ba tàu chở hàng rời phía sau nó là Sakizaya Kalon, Panamax Alexander, và Osios David.
Bill Kavanagh, giảng viên tại Cao đẳng Hàng hải Quốc gia Ireland và là một cựu thuyền trưởng, mô tả lái tàu qua kênh đào Suez là "một hoạt động rất phức tạp và rủi ro", khi mà gió thổi vào tàu sẽ có tác dụng "giống như cánh buồm", và với những tàu nặng như Ever Given sẽ dẫn đến quán tính lớn, tạo ra chuyển động rất khó cản lại. Chính phủ Ai Cập yêu cầu một "đội Suez" người Ai Cập lên mỗi con tàu đi qua con kênh, gồm một hoặc nhiều hoa tiêu từ Cơ quan quản lý kênh đào Suez (SCA) kiểm soát con tàu thay cho thủy thủ đoàn. Có hai hoa tiêu SCA Ai Cập trên Ever Given vào thời điểm xảy ra tai nạn.
Ever Given là một tàu container lớp Golden, một trong những tàu container lớn nhất thế giới, và là con tàu lớn nhất mà Evergreen vận hành (vào thời điểm xảy ra vụ việc). Con tàu được đặt lườn ngày 25 tháng 12 năm 2015, hạ thủy ngày 09 tháng 05 năm 2018, và nhập biên ngày 25 tháng 09 năm 2018; chủ tàu là Shoei Kisen Kaisha, một công ty con của của Imabari Shipbuilding, và nhà vận hành là công ty Đài Loan Evergreen Marine. Con tàu được đăng ký ở Panama. Toàn bộ thủy thủ đoàn là công dân Ấn Độ.

## Tai nạn

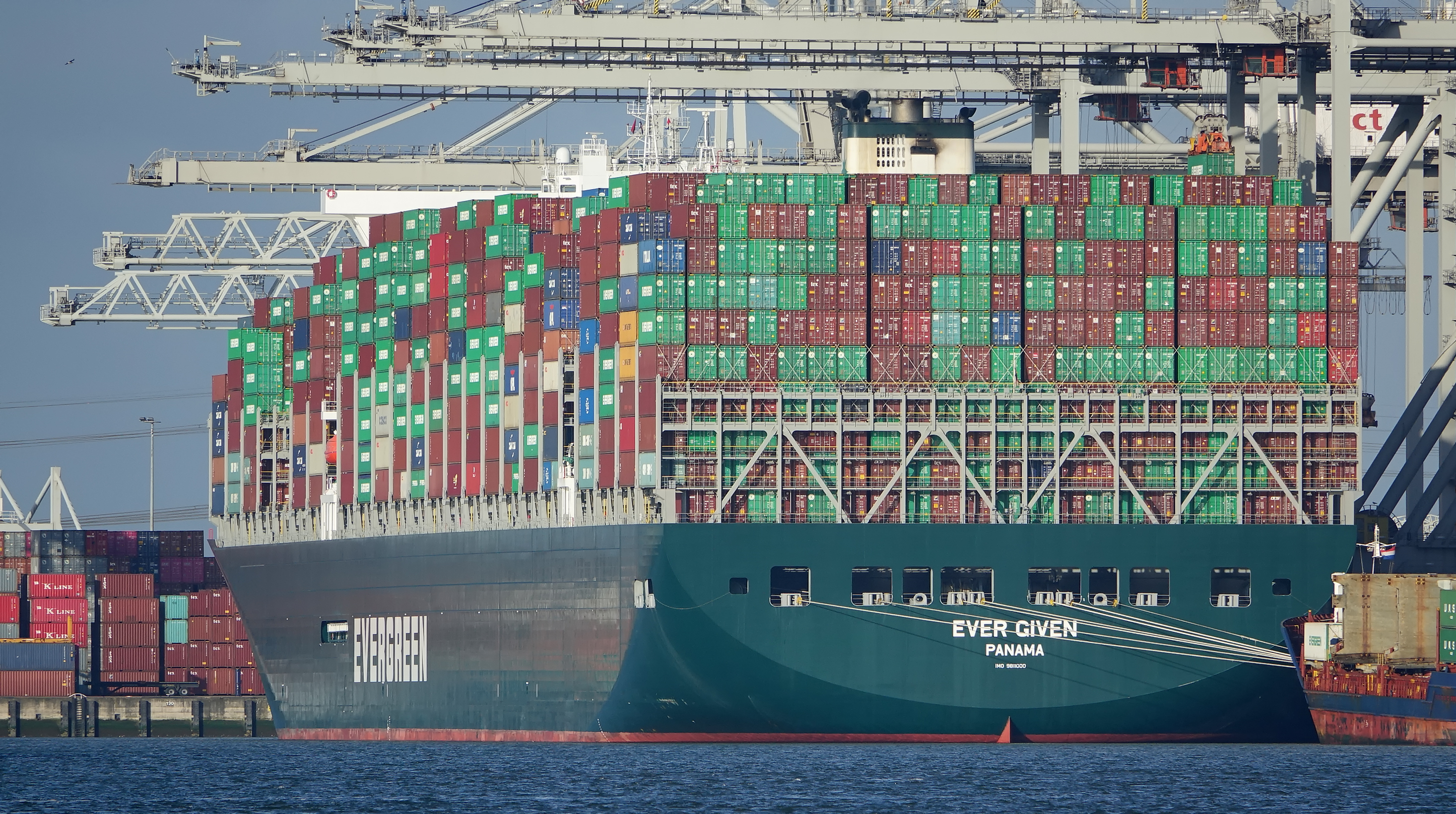
Ever Given tháng 03 năm 2020

Vào thời điểm diễn ra vụ tai nạn, Ever Given đang đi từ Tanjung Pelepas, Malaysia, đến Rotterdam, Hà Lan. Ever Given là con tàu thứ năm trong một đoàn tàu hướng về bắc, và có mười lăm con tàu ở sau nó khi nó mắc cạn.
Vào ngày 23 tháng 03 năm 2021, lúc 07:40 EGY (UTC+2), Ever Given đang di chuyển qua Kênh đào Suez thì gặp phải một cơn bão cát. Một cơn gió mạnh với sức gió lên tới 74 km/h (40 hải lý trên giờ), đã làm "mất khả năng điều khiển tàu", khiến thân tàu bị lệch. Ever Given mắc cạn ở mốc 151 km (82 nmi) (đo từ Cảng Said trên Biển Địa Trung Hải; 10 km (5,4 nmi) từ Cảng Suez trên Vịnh Suez), và bị xoay ngang mà không tự thoát ra được, làm tắc nghẽn kênh cả hai bên. Thủy thủ đoàn của Ever Given, toàn bộ là công dân Ấn Độ đã được xác nhận, không có thương tích nào được báo cáo.
Hiệu ứng bờ đã được xem xét là khả năng góp phần gây nên sự cố.
Theo một phân tích dữ liệu từ các trang web theo dõi con tàu bởi Evert Lataire, người đứng đầu bộ phận công nghệ hàng hải tại Đại học Ghent, hiệu ứng bờ có thể là nguyên nhân, lý do đuôi tàu xoay về gần phía bờ khi nó di chuyển trên làn đường thủy, do đó đã góp phần vào việc chạm bờ, cùng với các lực thổi ngang của bão cát đã đẩy tàu sang một bên. Vì phần lớn trọng tâm của việc thiết kế tàu hiện đại là hướng tới các tính năng hiệu quả và ổn định khi di chuyển trên biển, nên những tác động của động lực học chất lưu ở các vùng nước nông, đặc biệt là với kích thước tàu ngày càng gia tăng, vẫn còn nhiều thiếu sót và cần được nghiên cứu thêm.
Hơn 300 tàu ở hai đầu kênh đã bị Ever Given cản trở, trong đó có năm tàu container khác có kích thước tương tự nó. Có 41 tàu chở hàng rời và 24 tàu chở dầu thô. Các tàu bị ảnh hưởng có tải trọng tổng cộng khoảng 16,9 triệu tấn Trọng tải toàn phần (DWT). Một số cập vào cảng và neo đậu trong khu vực, trong khi nhiều tàu khác vẫn ở nguyên vị trí. Các tàu trong phạm vi khu vực từ tàu chở hàng nhỏ đến tàu lớn, trong đó có tàu Altay lớp tàu chở dầu Kola của Hải quân Nga, vốn mắc phải một vụ va chạm nhỏ với tàu chở hàng rời Ark Royal sớm ngày hôm đó.

## Phản ứng
Các quan chức kênh đào có kế hoạch di chuyển hai tàu kéo từ phía sau Ever Given để giúp trục vớt. Nhiên liệu, chấn lưu và một số container đã được lấy ra khỏi con tàu để giúp tàu nhẹ đi tạo đà cho các máy móc hạng nặng, bao gồm cả máy đào làm việc để đào mũi tàu ra ngoài. Tám tàu kéo đang cố sức cho nỗ lực kéo nó khỏi mắc cạn. Peter Berdowski, Giám đốc điều hành của Royal Boskalis Westminster tuyên bố rằng hoạt động cứu hộ "có thể mất vài ngày đến vài tuần".
Vào ngày 25 tháng 3, Cơ quan quản lý kênh đào Suez đã cho tạm đình chỉ hoạt động hàng hải qua kênh đào Suez cho đến khi Ever Given có thể thoát mắc kẹt. Cùng ngày, cố vấn của Tổng thống Ai Cập Abdel Fattah el-Sisi về các cảng biển đã tuyên bố rằng ông dự kiến kênh đào sẽ được thông lưu hoàn toàn trong "tối đa 48-72 giờ". Ngày hôm sau, Cơ quan quản lý kênh đào Suez cho biết hoạt động nạo vét của họ đã hoàn thành khoảng 87%.
Vào ngày 26 tháng 3, Cơ quan quản lý kênh đào đã chấp nhận lời đề nghị của một đội đánh giá của Hải quân Hoa Kỳ gồm các chuyên gia nạo vét để hỗ trợ cho nỗ lực di dời con tàu.
Phát biểu trong một cuộc họp báo, Chủ tịch SCA là Osama Rabie cho biết điều kiện thời tiết "không phải là lý do chính" cho việc va vào bờ của con tàu, ông nói rằng "có thể đã xảy ra lỗi kỹ thuật hoặc do con người," và tất cả các yếu tố sẽ được xem xét trong thời gian điều tra về vụ việc này.
Vào ngày 28 tháng 3, nỗ lực giải cứu đã khiến đuôi tàu và bánh lái của nó chuyển động khi thủy triều lên, và chủ tịch SCA Rabie cho biết nước đã chạy qua dưới thân con tàu, và rằng đó là "khoảnh khắc con tàu có thể trượt và di chuyển từ vị trí mà nó đang mắc cạn", ông cũng lưu ý rằng ông hy vọng sẽ không cần thiết phải di chuyển bất kỳ container nào trong số 18.300 container trên tàu, mặc dù thủy triều và gió mạnh làm phức tạp nỗ lực giải cứu. Phát ngôn này được đưa ra khi Tổng thống Ai Cập, Abdel Fattah el-Sisi, ra lệnh chuẩn bị vận chuyển hàng hóa của con tàu.
"Sự tách rời hoàn toàn của sự gia tăng kích thước tàu qua lại kênh với sự phát triển của nền kinh tế Ai Cập hiện tại" (báo cáo của OECD, 2015) cùng những hạn chế của cơ sở hạ tầng hiện có để xử lý sự cố là một quá trình hiển nhiên ở Suez, việc thúc đẩy công việc đào ở đầu phía bắc của kênh vẫn được tiếp tục dẫn đến sự cố này được Michael Safi mô tả trên tờ The Guardian như một "tình huống xấu nhất mà nhiều người đã thấy sắp xảy ra". Các sự kiện trong vài ngày kênh đào bị phong tỏa đã nêu bật những khó khăn trong việc cứu những con tàu cỡ lớn, vốn đòi hỏi nhiều thời gian hơn và nhiều thiết bị hơn. Ever Given đã từng bị yêu cầu can thiệp của cần trục nổi để tháo gỡ một số container (giả sử rằng các cần trục đủ công suất có sẵn trong bất kỳ khung thời gian thực tế nào), quá trình này sẽ đòi hỏi thiết bị lớn hơn hoạt động lâu hơn và có thể sẽ kéo dài sự tắc nghẽn tính bằng "ngày, thậm chí hàng tuần".
Vào ngày 29 tháng 3, Ever Given được giải cứu gần thủy triều mùa xuân của thời điểm trăng tròn. Phải mất 14 tàu kéo khi thủy triều lên mới giải cứu được con tàu nặng 224.000 tấn.
Dữ liệu vệ tinh cho thấy mũi tàu đã được dịch chuyển một phần khỏi bờ, mặc dù nó vẫn mắc kẹt ở mép kênh. Đuôi tàu trong tình trạng chao đảo và nằm giữa làn đường thủy. Con tàu cuối cùng đã được giải cứu và di chuyển trở lại vào lúc 15:05 giờ địa phương, và được kéo đến Hồ Great Bitter Lớn để kiểm tra. Cơ quan quản lý kênh đào đã thông báo với các cơ quan vận tải rằng kênh đào sẽ mở cửa trở lại để vận chuyển từ 19:00 giờ địa phương (17:00 UTC), sau khi đáy và đất của Kênh đào Suez đã được kiểm tra là ổn và không có vấn đề gì.

## Tác động kinh tế

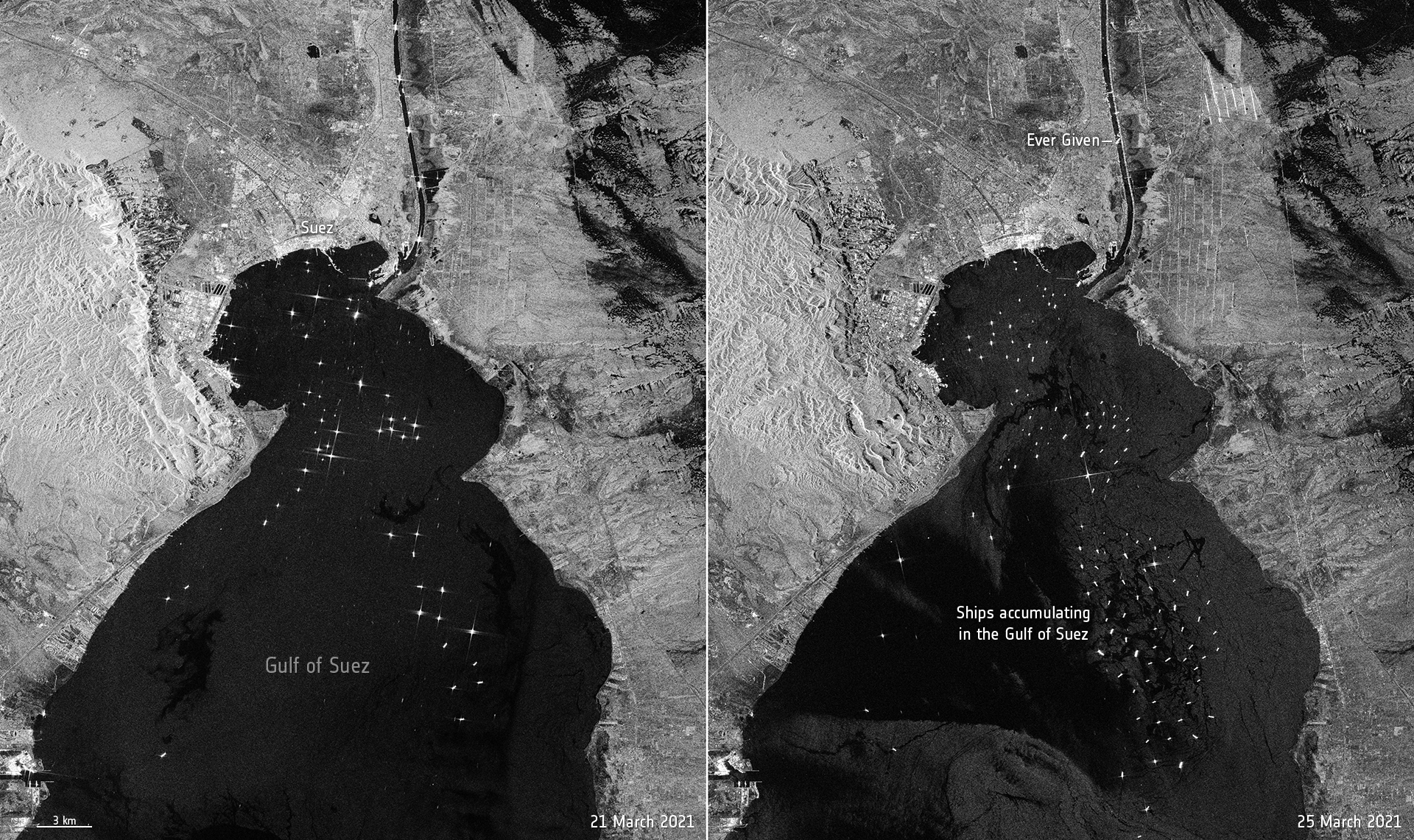
Tắc nghẽn giao thông trong Vịnh Suez do vụ kẹt tàu. Ảnh chụp bởi vệ tinh Sentinel-1.

Các chuyên gia cảnh báo rằng vụ việc nhiều khả năng sẽ dẫn đến chậm trễ giao hàng cho khách hàng hàng ngày trên khắp thế giới. Nhà sử học hàng hải Sal Mercogliano nói với Associated Press, "Mỗi ngày con kênh đóng cửa...tàu container và tàu chở dầu không thể đưa thực phẩm, nhiên liệu và đồ dùng tới châu Âu và hàng hóa từ châu Âu không được xuất khẩu sang Viễn Đông". Lloyd's List ước tính vụ mắc kẹt này làm tổn hại 400 triệu đô la Mỹ mỗi giờ, và cứ mỗi ngày trôi qua vụ việc làm gián đoạn hơn 9 tỷ USD giá trị hàng hóa. Rabie ước tính rằng Ai Cập mất 12–14 triệu đô la mỗi ngày do tạm đóng cửa kênh.
Michael Lynch, chủ tịch của Viện Chiến lược Năng lượng & Nghiên cứu Kinh tế (Strategic Energy & Economic Research), cho rằng giá dầu tăng là do "mọi người mua vào sau khi giá dầu giảm gần đây, với việc Suez tạm đóng cửa lưu thông", và James Williams, nhà kinh tế năng lượng tại WTRG Economics cho rằng do đối với các kho dự trữ hiện có "việc giao hàng [dầu] chậm lại vài ngày không phải là yếu tố quan trọng đối với thị trường". Những chuyên gia khác lưu ý rằng sự kiện này sẽ chỉ làm trì hoãn hàng hóa, điều này có thể chỉ ảnh hưởng đến các ngành có tình trạng thiếu hụt hiện có như chất bán dẫn. Để giảm thiểu tình trạng thiếu hàng trong thời gian dài, người ta quy định rằng các lô hàng trong tương lai có thể được đặt hàng sớm hơn bình thường cho đến khi khoản chênh lệch được bù đắp. Tuy nhiên, một nhà tư vấn tại một công ty khác lưu ý rằng ngay cả một sự gián đoạn ngắn hạn tại Kênh đào Suez cũng sẽ có hiệu ứng domino trong vài tháng dọc theo chuỗi cung ứng.
Tuyến đường thay thế khác giữa châu Á và châu Âu là đi vòng qua châu Phi, một chuyến hải trình dài khoảng 9.000 km và mất khoảng 10 ngày. Đến ngày 26 tháng 3 một số tàu đã đổi hướng đi vòng qua Mũi Hảo Vọng, họ phải đi thêm 6.100 km và 12 ngày trên biển, theo Phòng Vận chuyển Hàng hải Quốc tế. Nga đã dùng sự cố này để quảng bá cho tuyến đường vận chuyển hàng hải Bắc Cực thay cho hành trình vòng qua châu Phi dài và tốn kém.